# Franc-Garde
La Franc-Garde era el brazo armado de la Milicia Francesa (Milice), que operaba sola o junto a las fuerzas alemanas en las principales batallas contra los Maquis desde finales de 1943 hasta agosto de 1944.

## Historia
La creación de la Franc-Garde se anunció el 30 de enero de 1943 y se desplegó el 2 de junio del mismo año en el campamento de Calabres, cerca de Vichy, con Jean de Vaugelas como su comandante. Este grupo tuvo éxito en su reclutamiento porque a los voluntarios se les prometió un salario de 3.600 francos. Para 1944, el grupo había aumentado a 131, en su mayoría jóvenes combatientes. Una vez que entró en combate, la Franc-Garde se convirtió en el eslabón de conexión más importante con las SS. Algunos de sus miembros también fueron documentados sirviendo en la batalla de Berlín en 1945, participando en la defensa del distrito gubernamental de la ciudad.
La Milice también utilizó al grupo como un base de reclutamiento para los voluntarios que servirían en las Waffen-SS, particularmente aquellos que serían desplegados en la División Charlemagne. Este reclutamiento le valió a la Milice las armas ligeras que se usaban en Francia.
El campo de acción de la Franc-Garde, inicialmente confinado a la antigua zona franca, se amplió formalmente a la antigua zona ocupada a partir del 27 de enero de 1944. Su función consistía en apoyar la Révolution nationale emprendida por el gobierno de Vichy, principalmente involucrado en la vigilancia, pero también ayudando, entre otras cosas, a la limpieza de las ciudades bombardeadas. En palabras del secretario general de la milicia francesa, Joseph Darnand, en su discurso de apertura el 30 de enero de 1943, la Franc-Garde debería estar "técnicamente entrenada y preparada para el combate para estar en todo momento preparada para mantener el orden". La Franc-Garde tenía su propio periódico: L'assaut (El asalto).
La Franc-Garde constaba de dos cuerpos: la Franc-Garde permanente, cantonada y pagada, y los voluntarios, que eran milicianos seleccionados y podían movilizarse para una acción precisa y oportuna cuando se les convocara.
Las dos primeras unidades (trentaines) se formaron de forma experimental en Lyon y Annecy, las ciudades donde había más disidencia.
En principio, cualquier intervención de la Franc-Garde debía ir precedida de una requisa verbal o escrita enviada por el prefecto al oficial al mando de la unidad requerida, pero no siempre fue así en la práctica.
En octubre-noviembre de 1944, ante el avance de las tropas aliadas, varios miles de milicianos (de un total de diez a quince mil) abandonaron el territorio nacional. Entre ellos, unos 2.500 franc-gardes fueron declarados aptos para luchar:
- 1.800 fueron enviados al campamento de Lager Heuberg cerca de la ciudad de Ulm en Alemania,[4] donde fueron colocados en el 57.º Regimiento de Infantería SS, formado principalmente por supervivientes de la LVF, y en el 58.º Regimiento de Infantería SS formado por supervivientes de la Sturmbrigade Frankreich, en el contexto de la 33.ª División de Granaderos SS Voluntarios Charlemagne.
- 500 formaron un batallón de infantería, bajo el mando directo de Carus, el oficial naval y exjefe de personal de la Milicia, que pasó a luchar contra los partisanos italianos junto con los fascistas de la RSI en el norte de Italia.

## Organización y equipamiento

### Organización

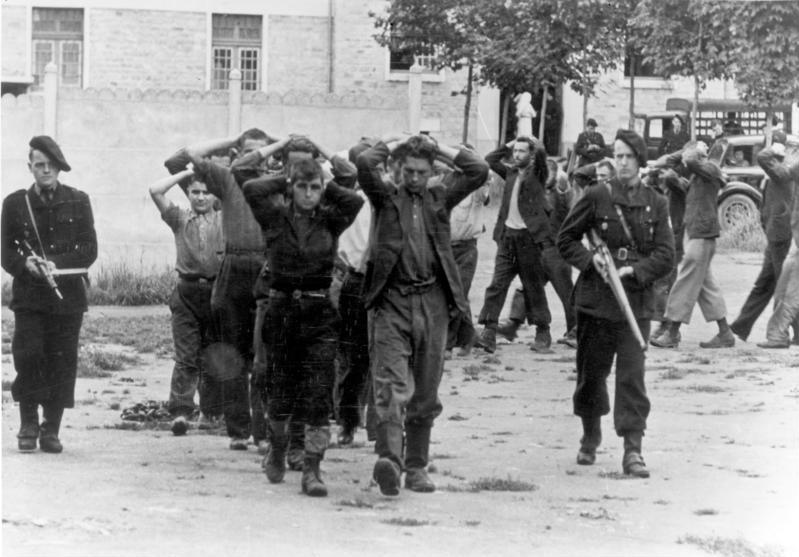
Miembros de la Resistencia capturados por la milicia.

La Franc-Garde estaba formada por voluntarios (normalmente inscritos después de un año de pertenencia a la milicia), de entre 18 y 45 años, que vivían en cuarteles y se pagaban con base en el salario oficial de un sargento de la Police Nationale.
- Organización:
  - main (mano) que consta de un jefe y cuatro hombres;
  - dizaine (diez) (correspondiente a un grupo de combate);
  - trentaine (treinta) una pequeña sección - en principio al menos una en cada capital de provincia;
  - centaine (cien) una pequeña empresa - en principio al menos una en cada ciudad capital regional. Había dos tipos: "normales" - viajar a pie o en bicicleta y "móviles" - con motocicletas, automóviles y camiones;
  - cohorte (cohorte) un pequeño batallón de trescientos;
  - centre (centro) un pequeño regimiento de varias cohortes.

Los nombres anteriores no corresponden necesariamente al tamaño real de una unidad. Por ejemplo, la trentaine d'Annecy, que se convirtió en centaine, tenía sólo 72 hombres en mayo de 1944. Según el Servicio de Información del Comité Francés de Liberación Nacional en febrero de 1944, la Franc-Garde contaba con 1687: una cohorte en Vichy, una centaine en Lyon, Marsella y Toulouse, y una trentaine en cada uno de los cuarenta y cinco departamentos del sur. En cualquier caso, incluso con la movilización de voluntarios en la primavera y el verano de 1944, la Franc-Garde nunca superó los 4.000 hombres.

### Uniformes
La Franc-Garde, la única milicia uniformada, adoptó el uniforme de gala alpino azul oscuro de 1941 (pantalones de "esquí" con polainas y botas, chaqueta y cinturón, camisa caqui, corbata negra, boina inclinada hacia la izquierda).
El símbolo de una letra griega gamma en blanco, sobre negro, se usó en una insignia de metal que se llevaba en el ojal derecho y en una insignia bordada en la boina. En situaciones de combate, generalmente en la lucha contra las guerrillas, la Franc-Garde puede usar un casco Adrian.

### Armamento
Debido a la desgana del ejército alemán, la Franc-Garde fue armada solo lenta y gradualmente. Los oficiales tenían pistolas desde el principio, pero no fue hasta el otoño de 1943, tras el recrudecimiento de los ataques contra sus miembros, que la Franc-Garde recibió algunas pistolas recuperadas de los lanzamientos británicos a la Resistencia. En enero de 1944 se autorizó a la Franc-Garde a utilizar las reservas de armas acumuladas después del armisticio militar, y en marzo de 1944 se le autorizó a formar una sección de ametralladoras y morteros para participar en el ataque al bosque del grupo de resistencia Maquis des Glières. Finalmente, cada dizaine estaba equipada con dos ametralladoras Sten, la ametralladora francesa MAC M1924/29 y rifles MAS-36. Como resultado de la negativa de los alemanes, la Franc-Garde nunca se equipó con armas pesadas, artillería o vehículos blindados.
También en 1944, se estableció una escuela de la Franc-Garde en Poitiers.